# Affieux
Affieux est une commune française située dans le département de la Corrèze, en région Nouvelle-Aquitaine.

## Géographie

### Généralités

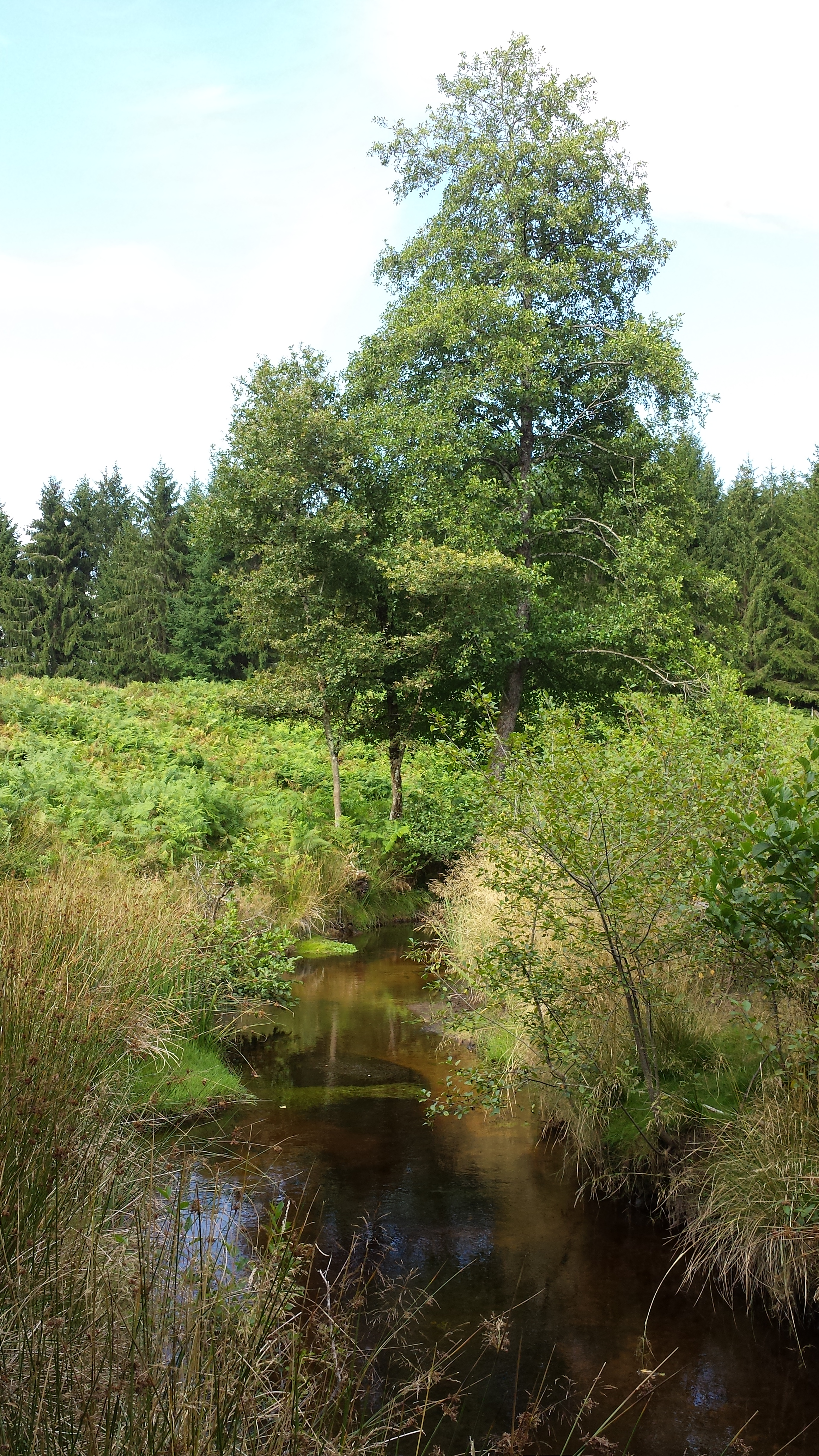
Le ruisseau de Boulou en limite des communes d'Affieux (à gauche) et Madranges (à droite).

Commune du Massif central dans la moitié nord du département de la Corrèze, Affieux est située sur le plateau de Millevaches dans le parc naturel régional de Millevaches en Limousin. Elle s'étend sur 30,19 km2. Elle est bordée au nord et à l'ouest sur douze kilomètres par la Vézère et sur huit kilomètres au sud par un de ses petits affluents, le ruisseau de Boulou.
L'altitude minimale 333 mètres se trouve localisée à l'extrême ouest, au lieu-dit le Gué de Peyrissac, là où la Vézère quitte la commune et sert de limite entre celles du Lonzac et de Peyrissac. L'altitude maximale avec 772 mètres est située à l'est, au puy Pantout.
Traversé par la route départementale (RD) 3E3, le bourg d'Affieux est situé, en distances orthodromiques, dix-neuf kilomètres au nord-est d'Uzerche.
Le territoire communal est également desservi par les RD 20 et 940.
Un tronçon commun au GR 46 et au GR 440 traverse le territoire communal à l'est sur environ quatre kilomètres et demi, passant au lieu-dit le Peuch.

### Communes limitrophes
Affieux est limitrophe de six communes.
À l'ouest, son territoire est distant de 800 mètres de celui de Rilhac-Treignac.
Les communes limitrophes sont  Le Lonzac, Madranges, Peyrissac, Soudaine-Lavinadière, Treignac et Veix.
| Soudaine-Lavinadière |           | Treignac  |
| Peyrissac            | Affieux   | Veix      |
|                      | Le Lonzac | Madranges |

### Climat
Pour des articles plus généraux, voir Climat de la Nouvelle-Aquitaine et Climat de la Corrèze.
Historiquement, la commune est exposée à un climat montagnard.  
En 2020, Météo-France publie une typologie des climats de la France métropolitaine dans laquelle la commune est exposée à un climat de montagne et est dans la région climatique Ouest et nord-ouest du Massif Central, caractérisée par une pluviométrie annuelle de 900 à 1 500 mm, maximale en automne et en hiver.
Pour la période 1971-2000, la température annuelle moyenne est de 10,1 °C, avec  une amplitude thermique annuelle de 14,6 °C. Le cumul annuel moyen de précipitations est de 1 363 mm, avec 13,3 jours de précipitations en janvier et 8,4 jours en juillet. Pour la période 1991-2020, la température moyenne annuelle observée sur la station météorologique la plus proche, située sur la commune d'Uzerche à 19 km à vol d'oiseau, est de 12,1 °C et le cumul annuel moyen de précipitations est de 1 097,9 mm,. Pour l'avenir, les paramètres climatiques de la commune estimés pour 2050 selon différents scénarios d’émission de gaz à effet de serre sont consultables sur un site dédié publié par Météo-France en novembre 2022.

## Urbanisme

### Typologie
Au 1er janvier 2024, Affieux est catégorisée commune rurale à habitat très dispersé, selon la nouvelle grille communale de densité à 7 niveaux définie par l'Insee en 2022.
Elle est située hors unité urbaine et hors attraction des villes,.

### Occupation des sols
L'occupation des sols de la commune, telle qu'elle ressort de la base de données européenne d’occupation biophysique des sols Corine Land Cover (CLC), est marquée par l'importance des forêts et milieux semi-naturels (54,3 % en 2018), une proportion sensiblement équivalente à celle de 1990 (54,1 %). La répartition détaillée en 2018 est la suivante : 
forêts (52,2 %), zones agricoles hétérogènes (24,8 %), prairies (18,7 %), milieux à végétation arbustive et/ou herbacée (2,1 %), terres arables (0,9 %), zones urbanisées (0,6 %), zones humides intérieures (0,4 %), eaux continentales (0,4 %).
L'évolution de l’occupation des sols de la commune et de ses infrastructures peut être observée sur les différentes représentations cartographiques du territoire : la carte de Cassini (XVIIIe siècle), la carte d'état-major (1820-1866) et les cartes ou photos aériennes de l'IGN pour la période actuelle (1950 à aujourd'hui).

### Transport routier
La commune est desservie par la ligne 272 (R6) du réseau interurbain de la Corrèze.

### Risques majeurs
Le territoire de la commune d'Affieux est vulnérable à différents aléas naturels : météorologiques (tempête, orage, neige, grand froid, canicule ou sécheresse), feux de forêts et séisme (sismicité très faible). Il est également exposé à un risque technologique, la rupture d'un barrage, et à un risque particulier : le risque de radon. Un site publié par le BRGM permet d'évaluer simplement et rapidement les risques d'un bien localisé soit par son adresse soit par le numéro de sa parcelle.

#### Risques naturels

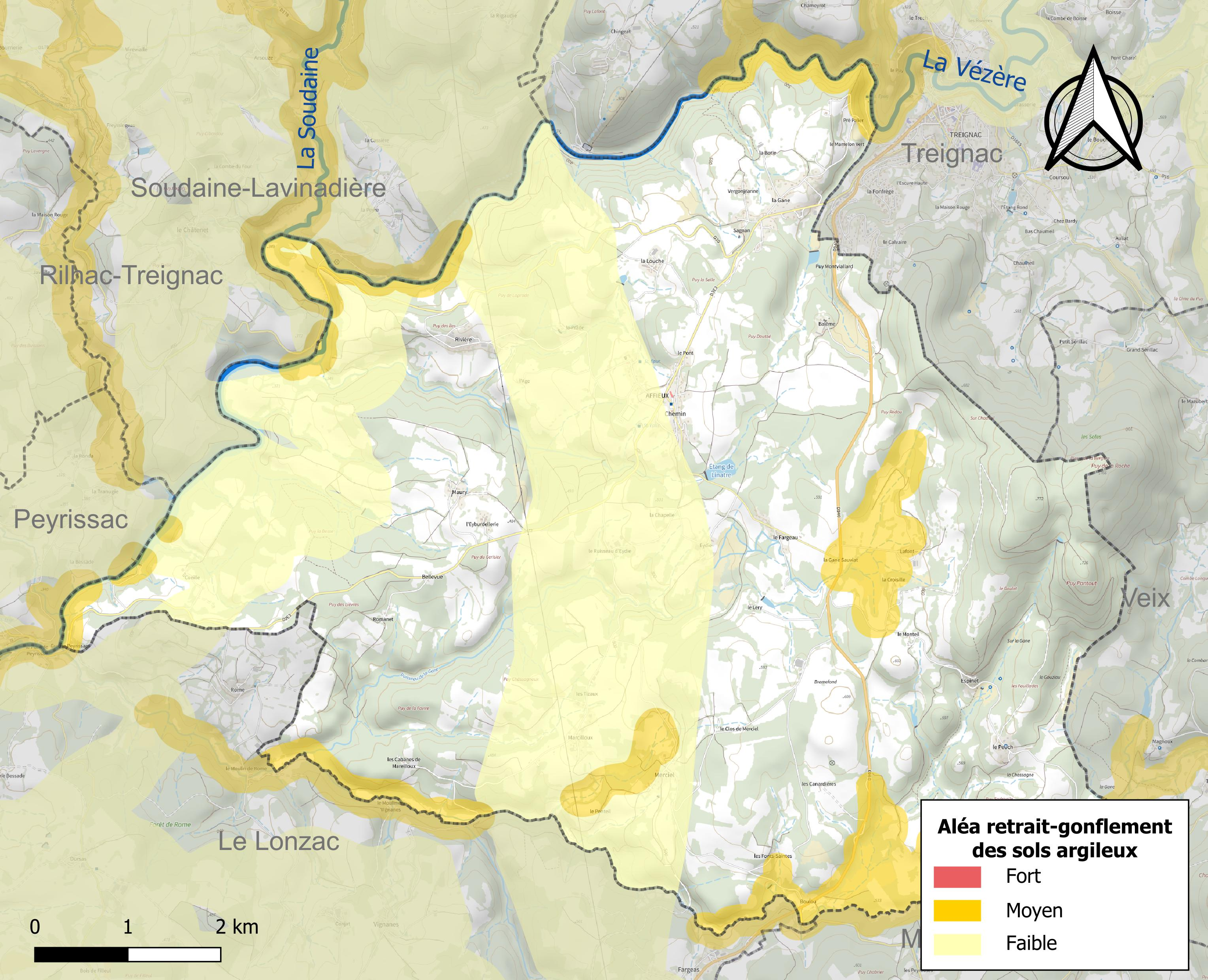
Carte des zones d'aléa retrait-gonflement des sols argileux d'Affieux.

Le retrait-gonflement des sols argileux est susceptible d'engendrer des dommages importants aux bâtiments en cas d’alternance de périodes de sécheresse et de pluie. 10,3 % de la superficie communale est en aléa moyen ou fort (26,8 % au niveau départemental et 48,5 % au niveau national). Sur les 268 bâtiments dénombrés sur la commune en 2019,  21 sont en aléa moyen ou fort, soit 8 %, à comparer aux 36 % au niveau départemental et 54 % au niveau national. Une cartographie de l'exposition du territoire national au retrait gonflement des sols argileux est disponible sur le site du BRGM,.
Concernant les feux de forêt, aucun plan de prévention des risques incendie de forêt (PPRIF) n’a été établi en Corrèze, néanmoins le code de l’urbanisme impose la prise en compte des risques dans les documents d’urbanisme. Le périmètre des servitudes d'utilité publique et des zones d'obligation légale de débroussaillement pour les particuliers est quant à lui défini pour la commune dans une carte dédiée.
La commune a été reconnue en état de catastrophe naturelle au titre des dommages causés par les inondations et coulées de boue survenues en 1982 et 1999. Concernant les mouvements de terrains, la commune a été reconnue en état de catastrophe naturelle au titre des dommages causés par des mouvements de terrain en 1999.

#### Risques technologiques
La commune est en outre située en aval du barrage de Monceaux la Virolle, un ouvrage de classe A situé en Corrèze et disposant d'une retenue de 20,5 millions de mètres cubes. À ce titre elle est susceptible d’être touchée par l’onde de submersion consécutive à la rupture de cet ouvrage.

#### Risque particulier
Dans plusieurs parties du territoire national, le radon, accumulé dans certains logements ou autres locaux, peut constituer une source significative d’exposition de la population aux rayonnements ionisants. Certaines communes du département sont concernées par le risque radon à un niveau plus ou moins élevé. Selon la classification de 2018, la commune d'Affieux est classée en zone 3, à savoir zone à potentiel radon significatif.

## Toponymie

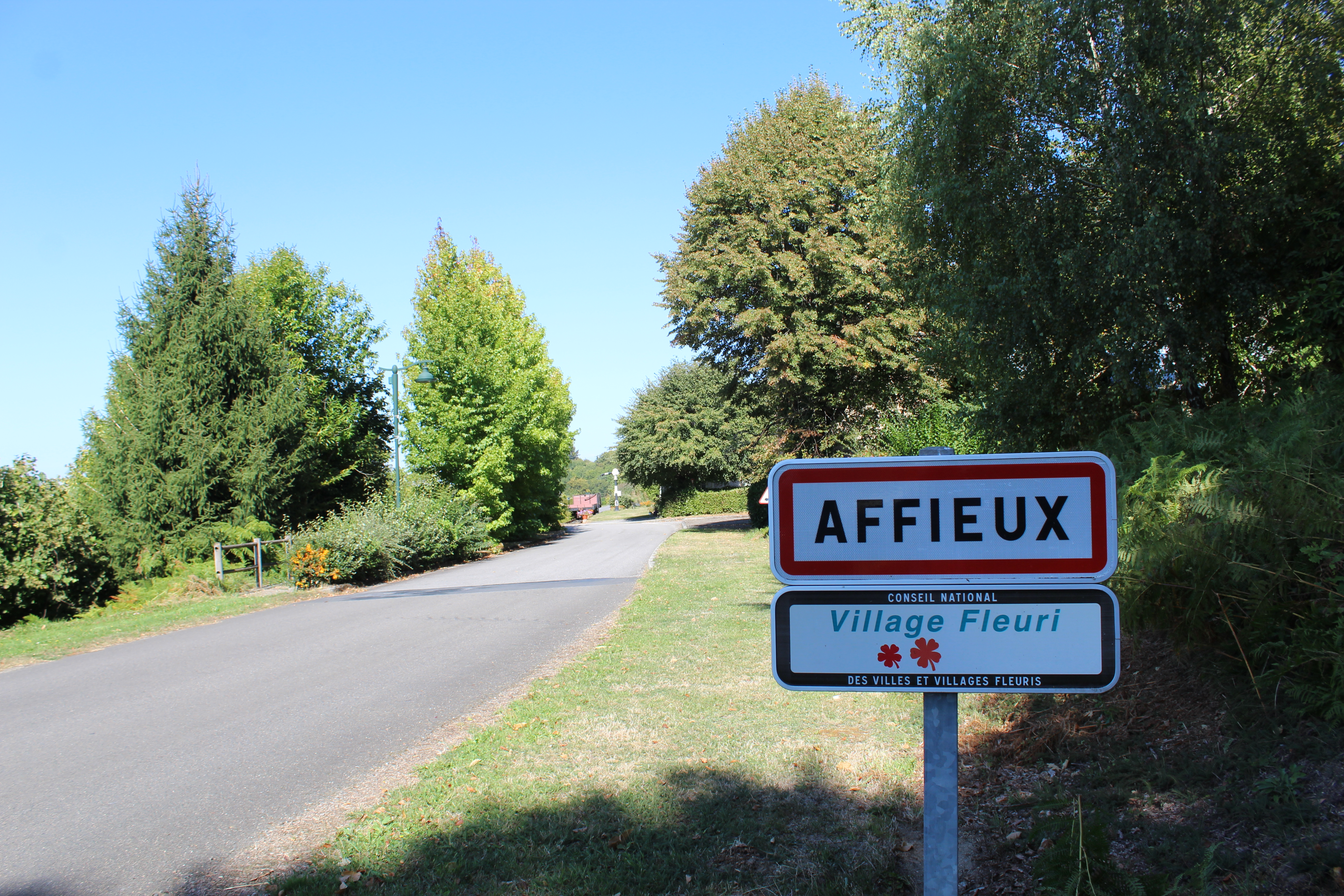
Panneau d'entrée du village.

En occitan, la commune porte le nom d'Afiu.

## Politique et administration

### Liste des maires

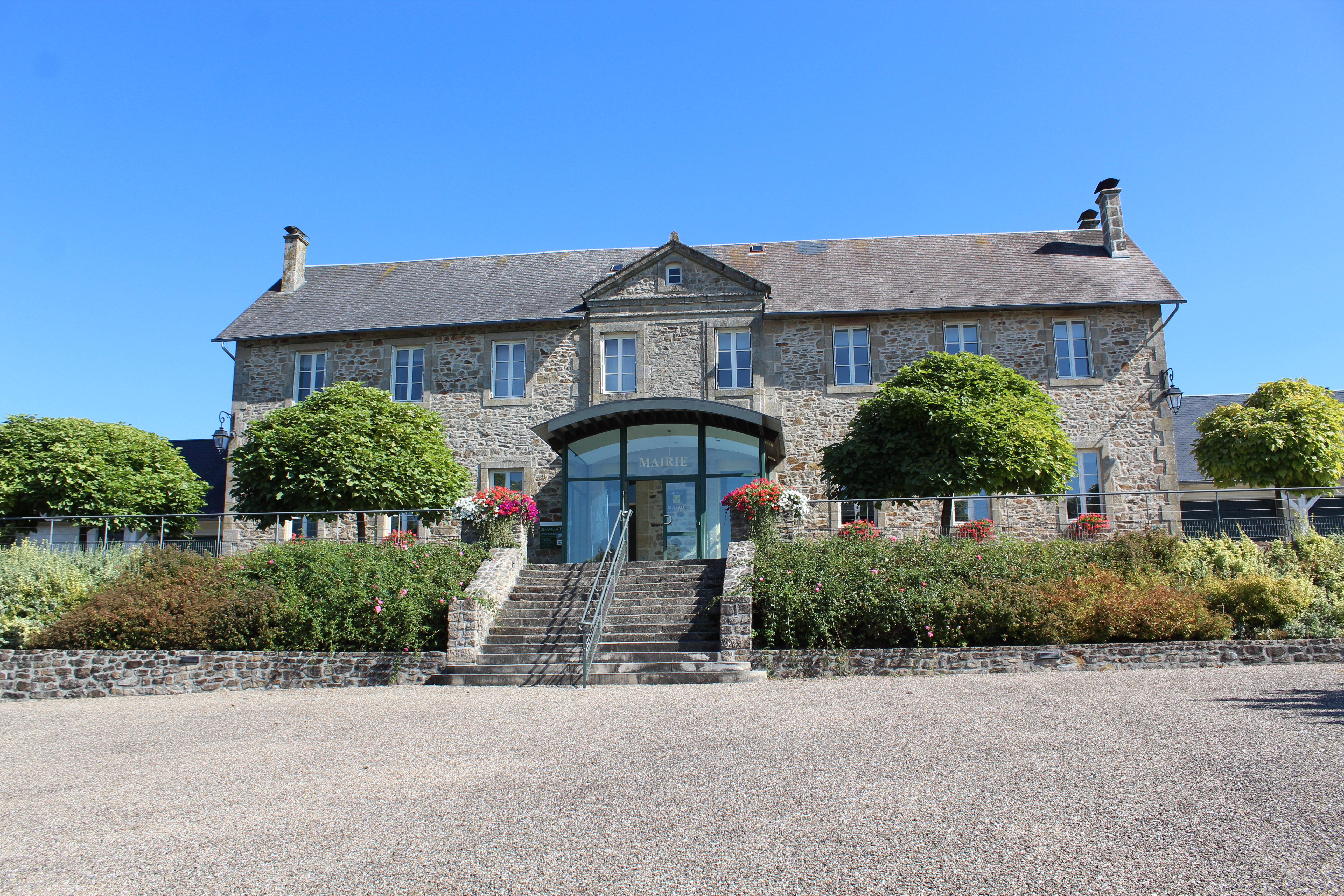
La mairie.

| Période  | Période  | Identité         | Étiquette | Qualité  |
| -------- | -------- | ---------------- | --------- | -------- |
| 1960     | 1983     | Fernand Géraudie |           |          |
| 1983     | 1995     | Martial Chauzeix |           |          |
| 1995     | mai 2020 | Guy Germain      | SE        | Retraité |
| mai 2020 | En cours | Didier Jarrige   | DVD       | Cadre    |

### Politique environnementale
Dans son palmarès 2024, le Conseil national de villes et villages fleuris de France a attribué deux fleurs à la commune.

## Population et société

### Démographie
Les habitants d'Affieuxsont appelés les Affieucois et les Affieucoises.
L'évolution du nombre d'habitants est connue à travers les recensements de la population effectués dans la commune depuis 1793. Pour les communes de moins de 10 000 habitants, une enquête de recensement portant sur toute la population est réalisée tous les cinq ans, les populations de référence des années intermédiaires étant quant à elles estimées par interpolation ou extrapolation. Pour la commune, le premier recensement exhaustif entrant dans le cadre du nouveau dispositif a été réalisé en 2007.

En 2022, la commune comptait 376 habitants, en évolution de +3,3 % par rapport à 2016 (Corrèze : −0,59 %, France hors Mayotte : +2,11 %).
| 1793 | 1800  | 1806  | 1821 | 1831 | 1836  | 1841  | 1846  | 1851 |
| ---- | ----- | ----- | ---- | ---- | ----- | ----- | ----- | ---- |
| 774  | 1 100 | 1 153 | 859  | 990  | 1 064 | 1 041 | 1 077 | 968  |

| 1856  | 1861  | 1866 | 1872 | 1876  | 1881 | 1886  | 1891  | 1896 |
| ----- | ----- | ---- | ---- | ----- | ---- | ----- | ----- | ---- |
| 1 046 | 1 013 | 833  | 937  | 1 072 | 986  | 1 057 | 1 075 | 885  |

| 1901 | 1906 | 1911 | 1921 | 1926 | 1931 | 1936 | 1946 | 1954 |
| ---- | ---- | ---- | ---- | ---- | ---- | ---- | ---- | ---- |
| 884  | 906  | 839  | 735  | 675  | 660  | 664  | 581  | 567  |

| 1962 | 1968 | 1975 | 1982 | 1990 | 1999 | 2006 | 2007 | 2012 |
| ---- | ---- | ---- | ---- | ---- | ---- | ---- | ---- | ---- |
| 506  | 432  | 357  | 356  | 358  | 349  | 366  | 368  | 369  |

| 2017 | 2022 | - | - | - | - | - | - | - |
| ---- | ---- | - | - | - | - | - | - | - |
| 359  | 376  | - | - | - | - | - | - | - |

## Culture locale et patrimoine

### Lieux et monuments
- Le château d'Affieux a été édifié en 1636 et modifié au XVIIIe siècle[30].
- Une tour ronde du XVIIe siècle se dresse au lieu-dit Balême, vestige d'un château connu au XIIIe siècle[31].
- Le manoir (ou château) de Maury date du XIXe siècle[32].
- Le château du Peuch a été construit fin du XVIe, début du XVIIe siècle ; il en subsiste « le portail d'entrée et partiellement le logis avec vestiges de tourelles »[33].
- L'église paroissiale Saint-Pardoux, connue dès le XIIe siècle, a été modifiée aux XIVe, XVIIIe et XIXe siècles. Elle est inscrite à l'Inventaire général du patrimoine culturel[34].
- La chapelle Notre-Dame-de-Lourdes, dont il ne reste que le portail occidental, a été construite en 1874[35].

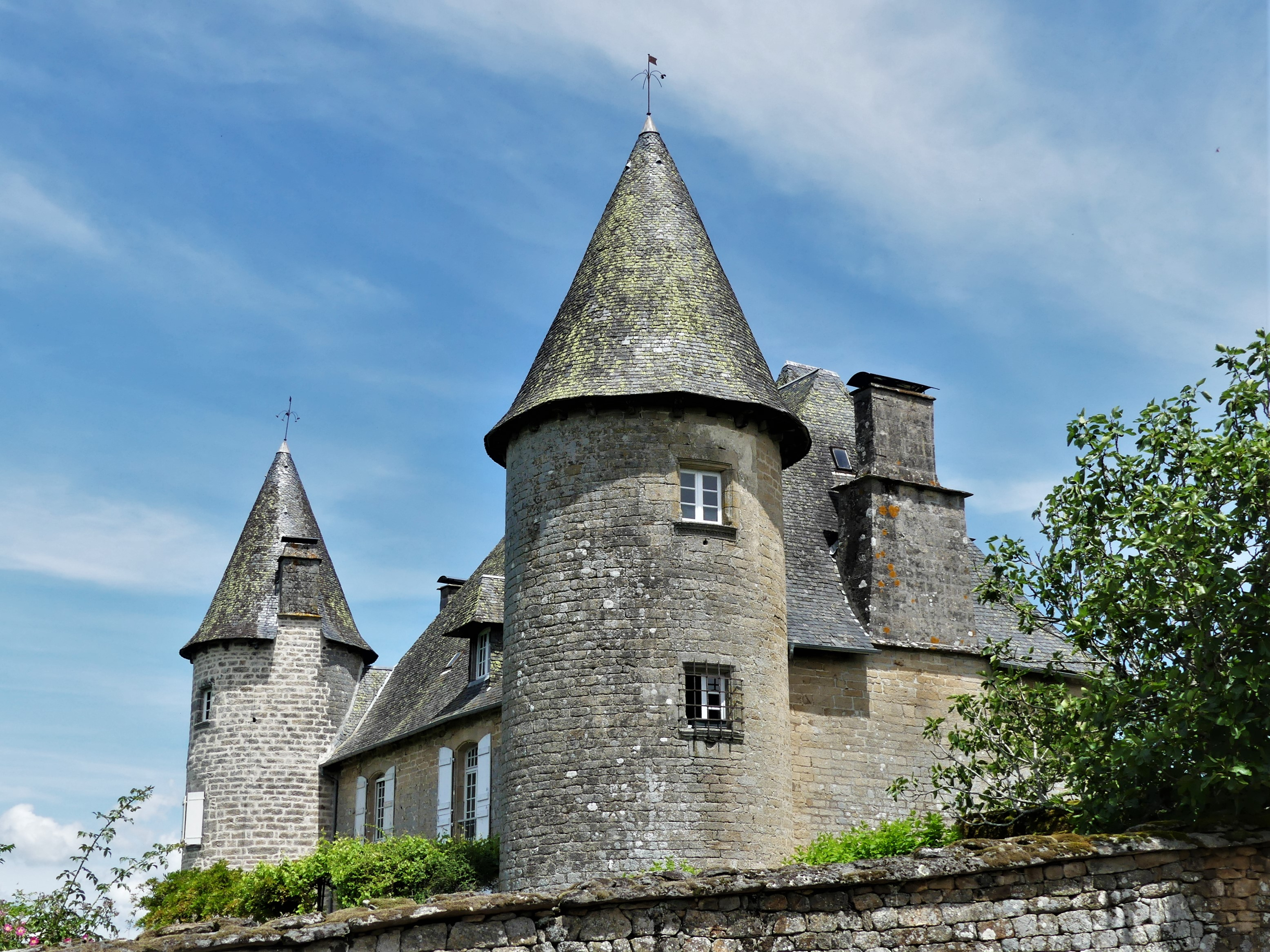
Le château d'Affieux.
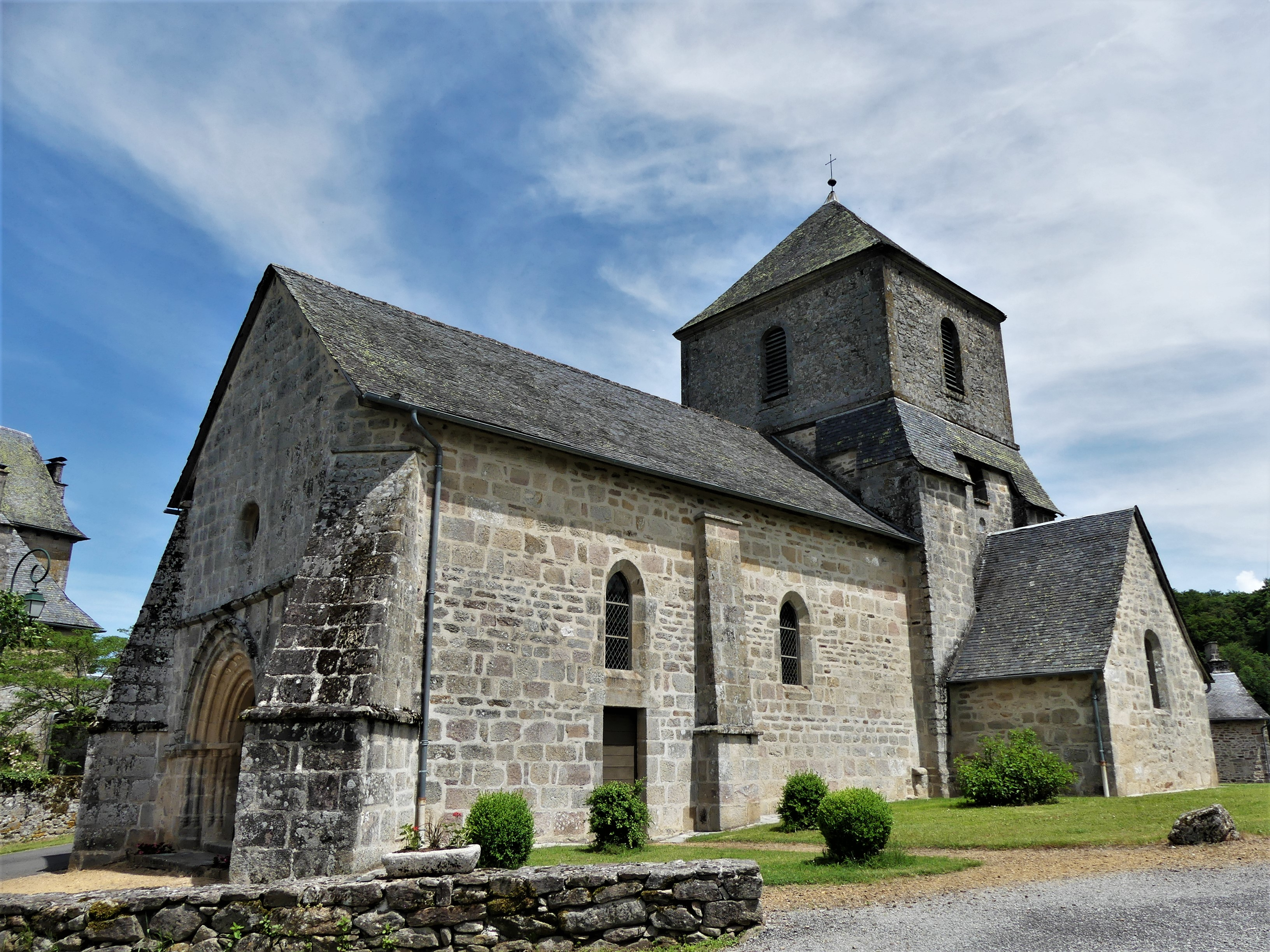
L'église
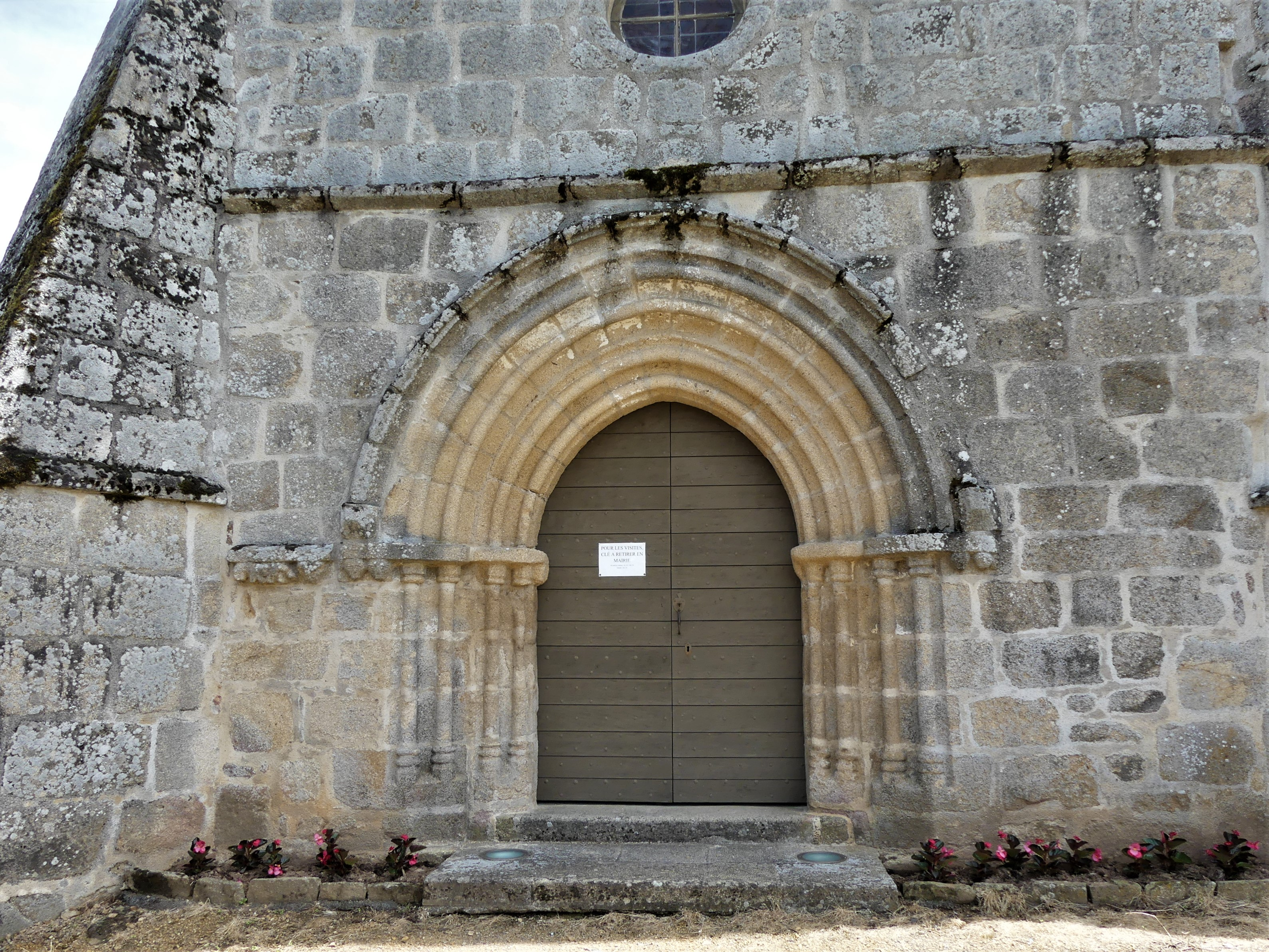
Son portail gothique.
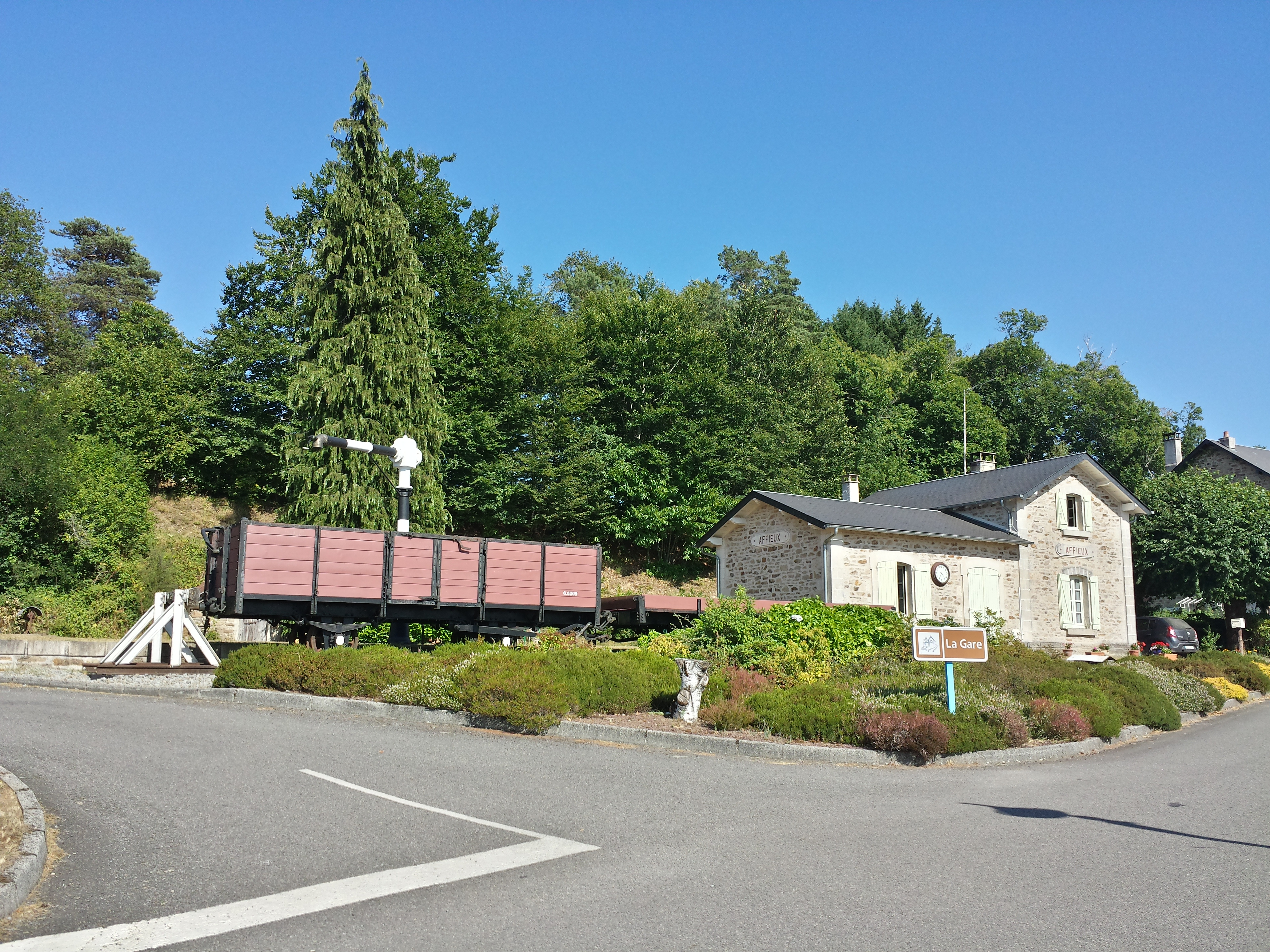
L'ancienne gare d'Affieux.
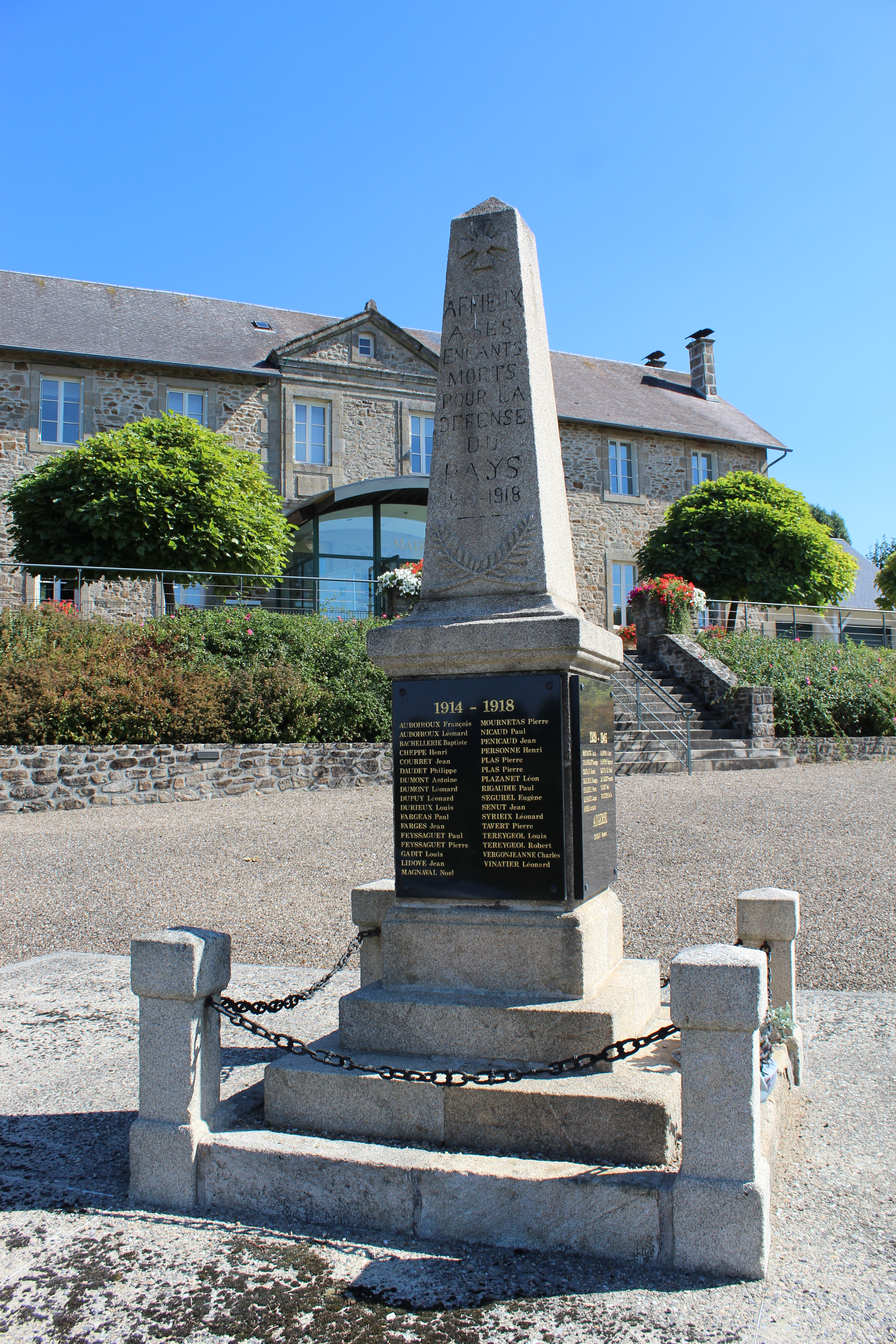
Le monument aux morts.
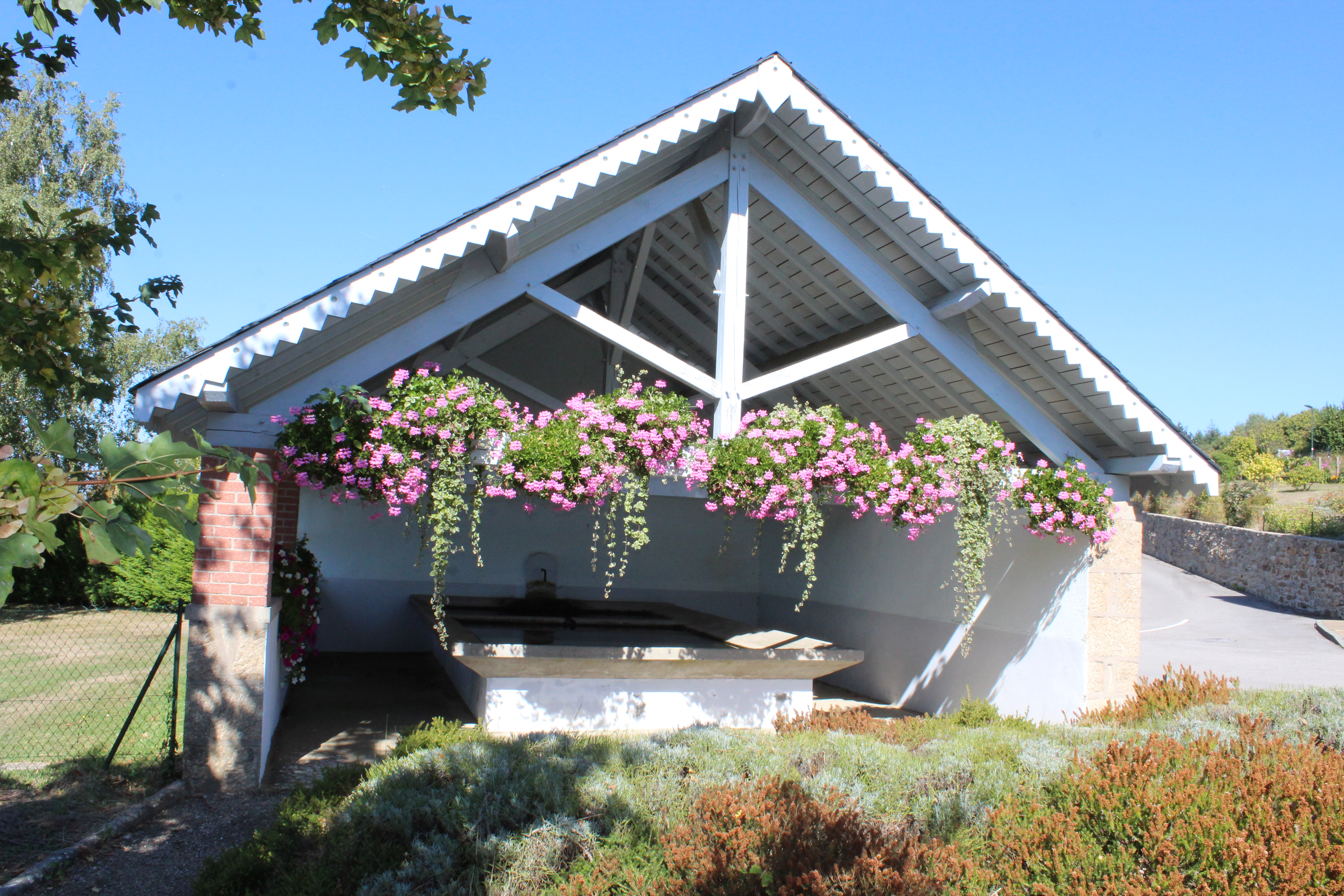
Le lavoir.

### Personnalités liées à la commune
- Léon de Jouvenel (1811-1886), né dans la commune, a été élu député de la Corrèze à quatre reprises[36].
- Élise Palaudoux dite « Nataska » (1895-1973), dessinatrice[37]. Ses productions sont exposées à la Collection de l'art brut, musée de Lausanne.

### Héraldique
| Blason de Affieux | Blason  | D'or à trois coquilles de sinople, au franc-quartier d'or à deux lions léopardés de gueules l'un sur l'autre. |
| Blason de Affieux | Détails | Le statut officiel du blason reste à déterminer.                                                              |